# Jilleanne Rookardová
Jilleanne Rookardová (* 9. ledna 1983 Wyandotte, Michigan) je americká rychlobruslařka.
Původně se věnovala hokeji a krasobruslení na inline bruslích, později přešla k inline závodům, v nichž se dostala až na mistrovství světa. V roce 2005 ohlásila kvůli vážnému onemocnění své matky konec kariéry. O rok později však vyzkoušela rychlobruslení, ve kterém začala znovu závodit. V listopadu 2007 poprvé startovala v B skupině Světového poháru. Výrazných úspěchů dosáhla v sezóně 2009/2010, kdy získala na kontinentálním mistrovství Severní Ameriky ve víceboji bronzovou medaili, na světovém šampionátu ve víceboji obsadila pátou příčku a také startovala na Zimních olympijských hrách ve Vancouveru, kde v individuálních závodech byla nejlépe osmá na trati 5000 m. Na druhém mítinku Světového poháru 2010/2011 v Berlíně zvítězila v závodě na 3000 m, což bylo pro ni první vítězství v závodech Světového poháru. V této sezoně skončila na tratích 3000 m/5000 m v celkovém umístění na třetím místě. Zúčastnila se Zimních olympijských her 2014, kde se v závodě na 3000 m umístila na 10. místě, na poloviční distanci byla osmnáctá a ve stíhacím závodě družstev šestá.